# 中島永元
中島 永元（なかじま ながもと / のりもと / えいげん、1844年8月29日（弘化元年7月16日） - 1922年（大正11年）11月10日）は、明治時代の日本の文部官僚。旧佐賀藩士。明治初年までの名は秀五郎。
辻新次とともに一貫して明治前期の中央教育行政にたずさわり、明治中期以降は大学分校、第三高等中学校（いずれも京都大学の前身の1つ）の校長、元老院議官、貴族院議員を歴任した。

## 来歴
弘化元7月16日（1844年8月29日）、佐賀藩士中島永遠の長男として佐賀鬼丸小路に生まれる。藩校弘道館、次いで蘭学寮に学んだのち、慶応元年（1865年）に副島次郎（種臣）、大隈八太郎（重信）らと長崎に遊学。幕府直轄洋学校済美館で蘭学を研究するかたわら、宣教師グイド・フルベッキから英語を学んだ。慶応3年（1867年）には佐賀藩が長崎に新設した蕃学稽古所（のちの致遠館）の教官に抜擢されたが、戊辰戦争が起こると職を棄てて江戸に向かい、国事に奔走した。

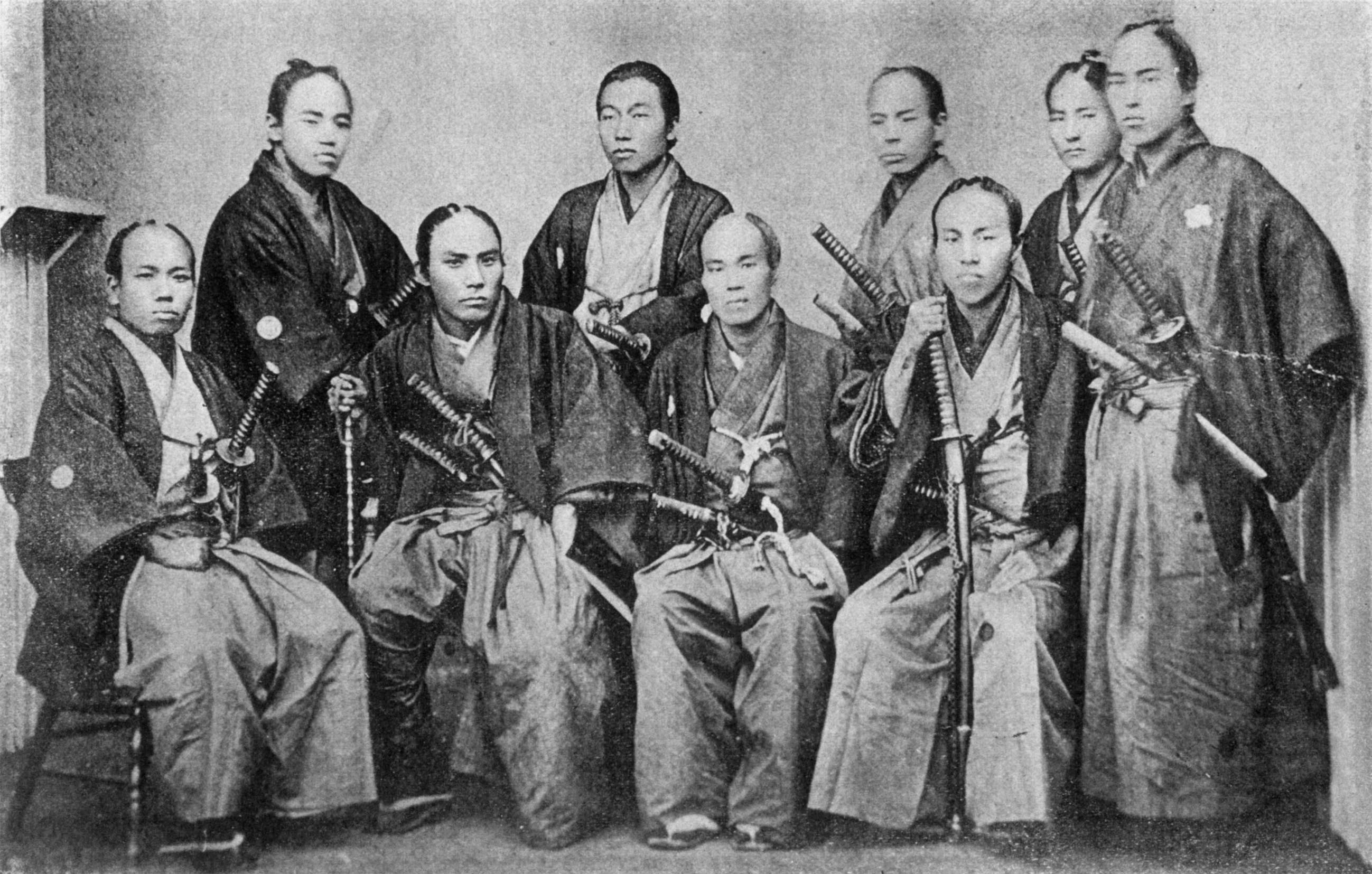
長崎遊学中の佐賀藩士たち（後列左端が中島、前列左から2人目が副島種臣、4人目が大隈重信）

明治2年（1869年）7月、官制改革により新政府のもとに大学校（同年12月に大学と改称）が置かれると、翌8月に大学中助教兼中寮長を命じられ、ほどなく大寮長を兼任。翌年6月には大学出仕（のち大学権少丞）となり、大阪洋学所（同年10月に大阪開成所と改称）の事務取扱を命じられた。明治4年（1871年）7月、文部省新設にともない文部権少丞に更任され大阪から帰京。翌8月に文部省七等出仕となり、南校の事務を担当した。また同年10月、岩倉使節団理事官として欧米に派遣される文部大丞田中不二麿の随行を命じられ、翌11月に横浜を出港。米国滞在ののち英国の教育調査を担当し、明治6年（1873年）3月に帰国した。
帰国後は同年中に文部省五等出仕まで進み、文部権大丞、文部権大書記官を経て明治14年（1881年）6月に文部大書記官に就任。明治18年（1885年）12月まで本省に勤務した。省内では明治6年11月から学務課長、報告課長、報告課副長、報告局長を、明治13年（1880年）12月から内記所長、内記局長、会計局長を歴任し、明治18年2月に再び報告局長となった。明治18年12月、大阪に新設されて間もない大学分校の校長に転じ、翌年4月には中学校令制定による大学分校の改組にともない第三高等中学校長に更任。12月に第三高等中学校の京都移転が決まると移転準備に着手したが、明治20年（1887年）4月に元大学分校長の文部省参事官折田彦市が兼任校長として復帰。中島は文部書記官となって本省に戻り、記録課長ならびに折田がそれまで担当していた欧州出張中の浜尾新学務局長代理を務めたのち、同年10月に文部省参事官となった。
その後、明治21年（1888年）6月に元老院議官に転出。明治23年（1890年）10月の元老院廃止と同時に錦鶏間祗候となり、さらに翌明治24年（1891年）12月、貴族院議員に勅選された。大正11年（1922年）11月10日、議員在職のまま東京下渋谷の自邸で死去。享年79。関係資料として写真史料約600点と辞令・書簡・手帳・日誌などの文書史料約500点が現存しており、平成26年（2014年）12月に長崎歴史文化博物館がこれらを買い取っている。

## 親族
- 父：永遠（- 1896） - 佐賀藩士[6][19]。
- 母：ミト（1836 -） - 佐賀県士族池田次左衛門四女[20]。
  - 妹：アイ（1851 -） - 佐賀県士族鍋島克一の妻[20]。
  - 妹：トミ（1855 -） - 佐賀県平民高水間庄蔵長男・衛七の妻[20]。
  - 妹：ふみ（1867 -） - 実業家原田鎮治の妻[21]。原田は三菱製鉄会長も務めた鉱山技術者[22]。五女の広は渡辺嘉一の二男・哲二の妻[23]。
  - 妹：スヱ（1875 -） - 東京府士族笹岡雅房長男・雅徳の妻[24]。
  - 弟：寅吉（1878 -）[24]
- 妻：シツ（1857 -） - 高崎藩士田中助之進長女。東京府平民田中篤郎の姉[6][24]。
  - 養女：ツナ（1878 -） - 田中篤郎妹。佐賀県士族糸山孝吉の妻[20]。
  - 次女：トク（1893 -） - 海軍大将井上良馨の次男・虎の妻（のち離婚）。井上家継嗣・良正の母[25]。
  - 庶子：タネ（1899 - ）[24]
  - 継嗣：正次（1902 -）[24]
  - 三男：元平（1905 -） - 号は基開。早稲田大学商科卒。古河電工第一課長、帝国軽金統制第一課長、軽金属統制会配給部第一課長、古河電工大阪伸銅所経理部長・本社金属事業部次長、東日本アルミ工業専務、ミツル産業常務、浅田商事取締役を歴任した[26]。

## 栄典
位階
- 明治3年9月18日 - 正七位[10]
- 1876年（明治9年）3月22日 - 正六位[10]
- 1881年（明治14年）8月30日 - 従五位[10]
- 1886年（明治19年）11月16日 - 正五位[10][27]
- 1888年（明治21年）9月27日 - 従四位[10]
- 1894年（明治27年）5月21日 - 正四位[6]
- 1922年（大正11年）11月10日 - 従三位[28]

勲章等
- 1882年（明治15年）6月17日 - 勲五等双光旭日章[10]
- 1887年（明治20年）11月25日 - 勲四等旭日小綬章[10]
- 1889年（明治22年）
  - 11月25日 - 大日本帝国憲法発布記念章[10]
  - 12月27日 - 勲三等瑞宝章[10][29]
- 1896年（明治29年）3月29日 - 銀盃一組[30]
- 1906年（明治39年）4月1日 - 旭日中綬章[31]
- 1912年（大正元年）8月1日 - 韓国併合記念章[32]
- 1915年（大正4年）11月10日 - 大礼記念章[33]
- 1916年（大正5年）4月1日 - 勲二等瑞宝章[34]
- 1919年（大正8年）2月11日 - 金杯一個[35]
- 1920年（大正9年）11月1日 - 金杯一個[36]

## 著作
- 「第七大学区第六大学区巡視功程」（『文部省第五年報附録 第一』）
- 「第五大学区長崎県下対馬五島平戸壱岐島原及熊本県下天草学事巡視功程」（『文部省第七年報附録』）
- 岩手青森両県下学事巡視功程（『文部省第十年報附録』）
- 「大学分校年報」（『文部省第十三年報附録』）

## 関連文献
- 松谷昇蔵 「「中島永元関係資料」における学事巡視日誌」（日本古文書学会編 『古文書研究』第82号、2016年12月、NAID 40021059444）